# Capros
Capros is een monotypisch geslacht van straalvinnige vissen uit de familie van de evervissen (Caproidae), orde baarsachtigen (Perciformes).

## Soort
- Capros aper (Linnaeus, 1758) – Evervis